# Graecoanatolica macedonica
Graecoanatolica macedonica ist eine winzig kleine, wahrscheinlich inzwischen ausgestorbene Wasserschneckenart aus der Familie Hydrobiidae.

## Merkmale
Das rechtsgewundene Gehäuse ist etwa 2,8 mm hoch und 1,3 mm breit. Es ist regelmäßig hochkonisch mit einem zugespitzten Apex. Die Windungen sind gut gewölbt, sie nehmen regelmäßig zu. Lediglich die letzte Windung ist etwas höher. Die Windungen sind durch ein mäßig tiefe Naht voneinander abgesetzt. Die längliche Mündung ist eingeengt und ist am oberen Ende spitz gewinkelt. Die Außenlippe ist sehr dün und von der Seite gesehen gerade. Der untere Teil des Spindelrandes ist verdickt, der obere Teil ausgedünnt und an die Gehäusewand angelehnt, oder verwachsen. Im letzteren Fall ist er in einen Callus umgewandelt, der Mündungsrand ist dadurch unterbrochen. Der Nabel besitzt einen deutlichen Schlitz. 

### Ähnliche Arten
Das Gehäuse ähnelt der Typusart der Gattung Graecoanatolica, Graecoanatolica vegorriticola Schütt, 1962, ist jedoch etwas kleiner. Die Windungen sind etwas stärker gewölbt, und die Naht zwischen den Windungen ist etwas tiefer. Die letzte Windung ist vergleichsweise niedriger. Der Spindelrand ist etwas „freier“, und es ist deutlicher Nabelschlitz vorhanden.

## Geographische Verbreitung und Lebensraum
Graecoanatolica macedonica kommt (kam) ausschließlich im Dojransee, an der Grenze zwischen der Republik Mazedonien und Griechenland vor.
Die Art lebt(e) im ufernahen Flachwasserbereich mit steinigem oder sandigem Substrat, meist in 0 bis 50 cm Wassertiefe.

## Gefährdung
In den 1970er Jahren begann – ausgelöst durch starke Wasserentnahmen aus den Zuflüssen des Sees und heiße Sommer – der Wasserspiegel des Dojransee stark zu sinken (10,4 m Tiefe in den 1930er Jahren, 5,6 m Tiefe 1995), der Lebensraum der Art fiel trocken. Seit 1992 wurden keine lebenden Exemplare mehr beobachtet. Auch der Einsatz von Pestiziden und Kunstdünger im Einzugsgebiet des Sees hat in den letzten Jahrzehnten stark zugenommen.
Ab 2009 konnten zahlreiche, scheinbar frische, Leerschalen nach Stürmen am Ufer gefunden werden (Fischer et al. 2009, Petkovski (ined.), Mrkvicka (ined.)). Noch ist unklar, ob diese in geschützten Substratbereichen als Leerschalen überdauerten und ausgewaschen wurden oder von Restpopulationen lebender Tiere, die sich in unterirdischen Zuflüssen erhalten konnten, stammen. Auch Radea et al. (2013) berichten von Leerschalen, die den Eindruck machen, dass die Tiere erst vor kurzem gestorben sind.
Derzeit gilt die Art nach der IUCN redlist als ausgestorben, sollten lebende Vorkommen nachgewiesen werden, wäre sie als vom Aussterben bedroht einzustufen.

## Taxonomie
Das Taxon wurde 1978 von Pavle Radoman und Snežana Stanković erstmals beschrieben. Es wird von der Fauna Europaea als gültiges Taxon anerkannt.

## Belege